# Bill Nilsson
Bill Adolf Nilsson, även kallad "Vilde Bill", född 17 december 1932 i Hallstavik, Häverö församling, Stockholms län, död där 25 augusti 2013, var en svensk motocrossåkare. Han blev världsmästare i 500 cc motocross år 1957 på märket Crescent (en modifierad AJS) och år 1960 på en Husqvarna. 
Till detta kan i VM-sammanhang läggas fyra individuella silvermedaljer och fyra lag-guld. Fyra gånger blev han också svensk mästare och två gångare vinnare av Novemberkåsan.
Nilsson tävlade för MK Orion och utsågs till stor grabb år 1955.